# Omu
Omu (rumuński: Vârful Omu) – szczyt w Rumunii, w Górach Bucegi w Karpatach Południowych. 
Szczyt góry jest płaski i rozłożysty, znajdują się na nim stacja meteorologiczna oraz schronisko turystyczne (rum. cabana) Omu (2505 m n.p.m.), które jest najwyżej położonym schroniskiem w całych Karpatach. Pierwsze drewniane schronisko zostało wybudowane w 1888 roku z inicjatywy Siedmiogrodzkiego Towarzystwa Karpackiego. Wielokrotnie przebudowywane, obecnie jako kamienno-drewniany budynek oferuje 30 miejsc noclegowych i bufet. Schronisko nie posiada elektryczności i bieżącej wody. Czynne jest od marca do listopada.
Wierzchołek góry stanowi kilkumetrowa skałka i zapewne dlatego w różnych źródłach podawane są różne wysokości szczytu – 2505, 2507, 2514 m n.p.m. 

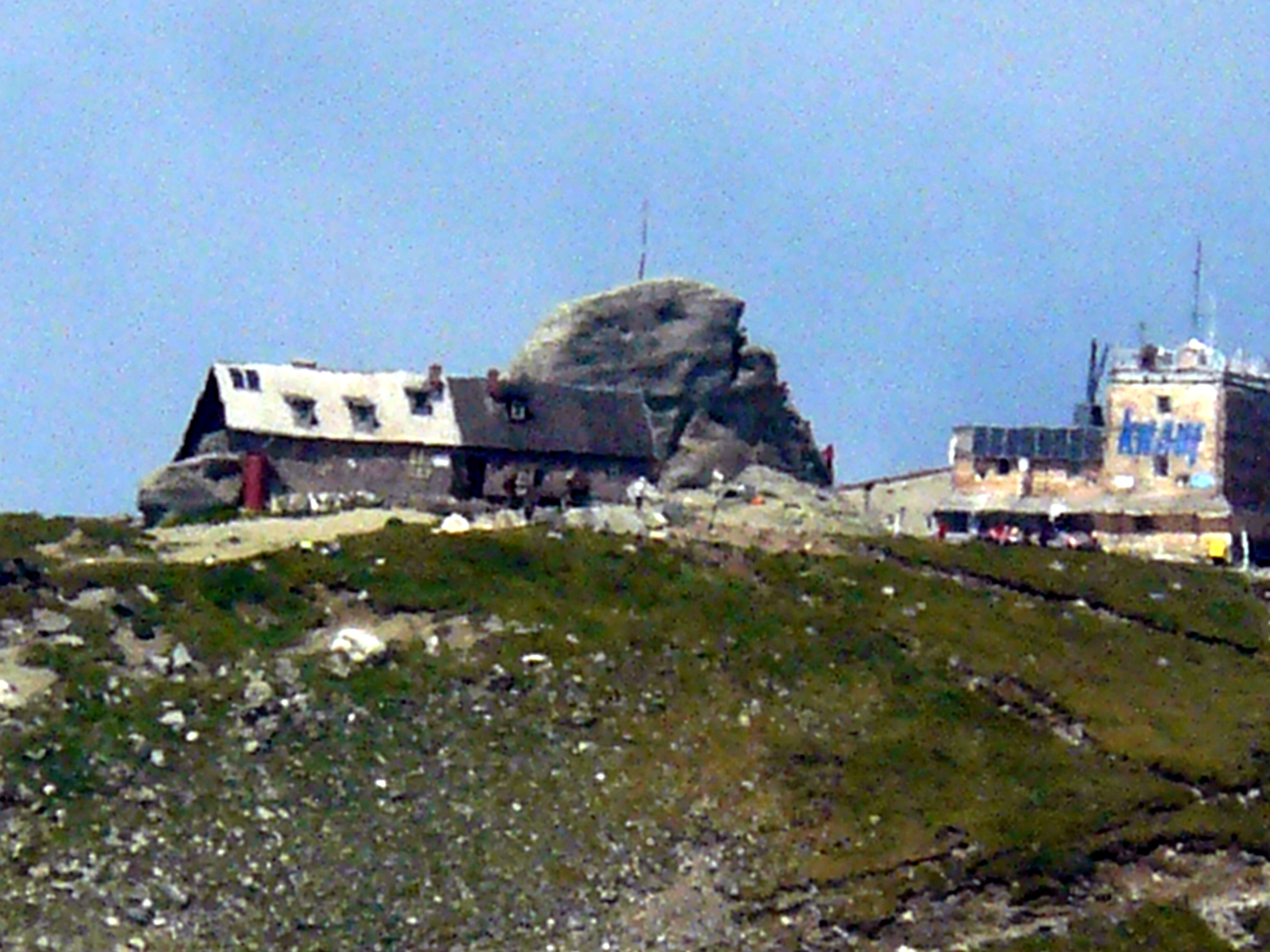
szczyt Omu ze schroniskiem i stacją meteo